# Hidden Lake (Viktorialand)
Der Hidden Lake (englisch für Versteckter See) ist ein kleiner See in den Denton Hills des ostantarktischen Viktorialands. Er liegt unterhalb des Terminus Mountain in den Porter Hills.
Wissenschaftler einer von 1960 bis 1961 durchgeführten Kampagne der Victoria University’s Antarctic Expeditions benannten ihn deskriptiv.